# Ängsblomflugor (Chrysogaster)
Ängsblomflugor (Chrysogaster) är ett släkte i familjen blomflugor. Även släktet Melanogaster har det svenska namnet ängsblomflugor.

## Kännetecken
Ängsblomflugor är små svarta blomflugor med en längd på mellan 8 och 9 millimeter för de nordiska arterna. Bakkroppens sidor är metallglänsande. Det tredje antennsegmentet är gulbrunt, vilket skiljer släktets arter från de snarlika arterna i släktet Melanogaster.

## Levnadssätt
Larverna är vattenlevande och har ett kort andningsrör. De vuxna flugorna besöker många olika slags blommor.

## Utbredning
Släktet har drygt 20 arter varav 8 har påträffats i Europa. I Norden och Sverige finns nedanstående tre arter.

### Arter i Norden
| Svenskt namn     | Vetenskapligt namn | Utbredning i Sverige                                      |
| ---------------- | ------------------ | --------------------------------------------------------- |
| Ängsblomfluga    | C. coemiteriorum   | Allmän i Götaland och Svealand.                           |
| Sorgblomfluga    | C. solstitialis    | Allmän i Götaland och Svealand och södra norrlandskusten. |
| Skimmerblomfluga | C. virescens       | Ett fåtal fynd i sydvästra Götaland.                      |

## Dottertaxa till ängsblomflugor, i alfabetisk ordning[2][3]
- Chrysogaster aerosa
- Chrysogaster africana
- Chrysogaster aliniensis
- Chrysogaster antitheus
- Chrysogaster apicalis
- Chrysogaster atlasi
- Chrysogaster basalis
- Chrysogaster cemiteriorum
- Chrysogaster coemiteriorum
- Chrysogaster curvistylus
- Chrysogaster formosana
- Chrysogaster hirtella
- Chrysogaster inflatifrons
- Chrysogaster jaroslavensis
- Chrysogaster kirgisorum
- Chrysogaster laevigata
- Chrysogaster lindbergi
- Chrysogaster lucida
- Chrysogaster mediterraneus
- Chrysogaster ocularia
- Chrysogaster parumplicata
- Chrysogaster pilocapita
- Chrysogaster poecilophthalma
- Chrysogaster poecilops
- Chrysogaster pollinifacies
- Chrysogaster proserpina
- Chrysogaster quinquestriata
- Chrysogaster rondanii
- Chrysogaster semiopaca
- Chrysogaster simplex
- Chrysogaster sinensis
- Chrysogaster solstitialis
- Chrysogaster spiloptera
- Chrysogaster stackelbergi
- Chrysogaster tadzhikorum
- Chrysogaster tumescens
- Chrysogaster virescens